# Anticucho
Els anticuchos són un tipus de menjar ràpid típic de la gastronomia del Perú, etc. Consisteix en una broqueta de carn marinada feta a la graella i acompanyada amb patates, dacsa, etc. Se solen menjar en restaurants i també al carrer.

## Història

### Etimologia
El terme anticucho prové de l'quechua anti (Cortar) i uchu (allargat), el que fa referència al tall de carn llarg que es fregava en una espècie de broqueta. Aquest terme es va difondre a la ciutat de Lima durant els segles XIX i XX, quan la pràctica d'espit es va fer més comuna, i on es coneixia com "espetec".

### Origen i història
L'origen de l'anticucho és discutit, ja que a més de l'ús de la carn de llama, s'han trobat pinzellades en la cultura culinària moxeque. Durant l'Imperi Inca, no obstant això, no hi ha registres que assenyalin el seu consum. Es creu que aquest plat té les seves arrels en les tècniques culinàries i els ingredients emprats per les cultures precolombines, combinats amb les aportacions culinàries introduïdes pels espanyols.

### Preparació
L'anticucho es prepara tradicionalment amb cor de vedella. Abans de cuinar-se, el cor s'ha de netejar a consciència i tallar-lo en trossos quadrats petits. A continuació, la carn es marina en una barreja d'espècies com salmorreta andina, xili, comí, piment i altres ingredients secrets que varien segons cada família o restaurant. La marinada dona als anticuchos el seu sabor característicament picant i altament condimentat. El cor marina es deixa reposar durant unes hores perquè agafi bé el gust.
Un cop marina, la carn s'ensarta en broquetes de fusta o metall alternant amb trossos de ceba i altres vegetals. Les broquetes es cuinen a la graella, a la brasa o fins i tot a la paella, fins que la carn estigui ben cuita i tingui una textura tendra. Abans de servir, es pot regar amb un raig de suc de llimona per donar-li un toc àcid i refrescant.

### Acompanyaments
Els anticuchos es solen servir acompanyats d'ametlles torrades, patates cuinades, samarretes de blat de moro i salses com la salsa d'ají o el rocotó. Aquestes salses condimentades completen la riquesa de sabors d'aquest plat.

### Variacions regionals
L'anticucho ha experimentat diferents modificacions i adaptacions a mesura que s'ha expandit a diferents països sud-americans. Aquestes variacions sovint impliquen l'ús de diferents tipus de carn, com ara vedella, porc, auca, i altres. També s'han desenvolupat diferents tipus d'adobos i marinades, donant lloc a diferents perfils de sabor.

## Gastronomia popular
Els anticuchos són una menjar típica de les festes populars i esdeveniments socials al Perú. Són especialment populars com a menjar de carrer durant celebracions i fires. També són presents en molts restaurants peruvians i llocs de menjar de carrer a tot el país.